# Il negozio di antiquariato
Il negozio di antiquariato è un singolo del cantautore italiano Niccolò Fabi, pubblicato nel 2003 ed estratto dall'album La cura del tempo.

## Descrizione
Nel brano, e in particolare nel ritornello (Non si può cercare un negozio di antiquariato in via del corso), l'autore utilizza una metafora per soffermarsi sul fatto di come sia difficile trovare qualcosa di autentico, di unico e di speciale all'interno di un circuito fatto di omologazione di massa. Fabi quindi invita l'ascoltatore a uscire dagli stereotipi per preservare la propria identità e quindi la capacità di stupirsi.